# Mézeray (Sarthe)
Mézeray település Franciaországban, Sarthe megyében. Lakosainak száma 1853 fő (2022. január 1.). Mézeray Saint-Jean-du-Bois, La Suze-sur-Sarthe, Cérans-Foulletourte, Courcelles-la-Forêt, La Fontaine-Saint-Martin és Malicorne-sur-Sarthe községekkel határos.

## Népesség
A település népességének változása:
| Lakosok száma | 1866 | 1905 | 1934 | 1917 | 1896 | 1874 | 1853 | 1852 | 1853 |
|               | 2013 | 2015 | 2016 | 2017 | 2018 | 2019 | 2020 | 2021 | 2022 |